# 鉄炮記
『鉄炮記』（てっぽうき、旧字体：鐡炮記）は、江戸時代の慶長11年（1606年）に、種子島久時が薩摩国大竜寺の禅僧・南浦文之(玄昌)に編纂させた、鉄砲伝来に関わる歴史書である。『南浦文集』に所収。

## 概要
久時の父・種子島時尭が戦国時代の天文12年（1543年）に種子島でポルトガル人から鉄炮（火縄銃）を入手したいきさつや火縄銃製法確立の過程が記されており、鉄炮伝来・西欧人初来日1543年説の基本資料となっている。
著者である南浦文之の死後、寛永2年（1625年）に刊行された南浦の詩文集『南浦文集』の上巻に『鉄炮記』として所収されている。

## 内容
天文12年(1543)8月25日に、100人ほどの外国人が乗船した大きな船が種子島の南端の砂浜、西村(にしのむら)の小浦（前之浜）に来着し、服装も初めて見るものばかりで言葉も通じなかったが、乗船者のなかに明の儒者、五峯という人物がおり、村の織部丞が砂上に杖で漢文を書いて筆談したところ、中国の貿易港寧波に向かっていた倭寇（当時後期倭寇は中国人に成り代わっていた）であり、五峯は西洋人は粗野なところもあり文盲だが商売をしたいだけで怪しい者ではないと答え、乗船者が南蛮の商人であることが判明したため、種子島の第14島主・種子島時尭が牟良叔舎（フランシスコ）と喜利志多佗孟太（キリシタ・ダ・モッタ）という二人のポルトガル人(西南蠻種の賈胡)から鉄炮二挺を買い求め、火薬の調合法を家臣の篠川小四郎に学ばせたこと、また一挺を紀州根来寺の杉坊(すぎのぼう)に譲ったこと、種子島から関西や関東にも鉄炮が広まったこと、翌年別のヨーロッパ人(西南蠻種の賈胡)から鉄炮の鋳造法も刀鍛冶の八板金兵衛に学ばせたことなどを記している。

## 論争
日本へは原始的な火器（種子島伝来以前に、文献に「鉄炮」と記載されているものは今日でいう手榴げ弾のようなものだった）は倭寇などにより鉄炮伝来以前に持ち込まれていたとする説もあり、『鉄炮記』に記されているのは天文12年(1543)にポルトガル人により種子島へ鉄炮（火縄銃）が持ち込まれたとする事件（鉄炮伝来）を意味する、との意見もある。『平戸藩史考』に天文12年、相ノ浦との戦いに鉄炮を用いたような記事があることから1543年以前からあったのではないかとする意見もある。しかし、『鉄炮記』の記述は詳細で、種子島への鉄炮伝来に関しての史料が他にないこともあり天文12年(1543)伝来説の根本史料として利用されている。ポルトガル側の資料では鉄炮伝来を1542年などとする異説があったが、1946年にゲオルグ・シュールハンマーが『鉄炮記』を重視して1543年説を提唱してから1543年説が定説となった。多くの異論が出るなか、近年、日本を含めた東アジア海域の交易に関する研究が進展し、新たな視点と新史料によって従来の解釈を吟味することで改めて伝来年を1543年とする説が現れている（中島楽章論文、『史淵』142輯）。